# Hit the Lights
Hit the Lights is een Amerikaanse poppunkband uit Lima, Ohio. De band is opgericht in 2003.

## Bezetting

### Huidige bezetting
- Colin Ross - Zanger
- Omar Zehery - Gitarist
- Nick Thompson - Gitarist
- Dave Bermosk - Bassist
- Nate Van Dame - Drummer

## Biografie
Hit the Lights is een poppunkband, gevormd in 2003. Hun naam komt van het gelijknamige Metallica-nummer. In 2006 brachten ze hun debuutalbum This is a Stick Up...Don't Make It a Murder. Ze speelden in de Verenigde Staten met onder andere Matchbook Romance, Cute Is What We Aim For, New Found Glory, Cartel en The Early November. In december 2006 toerden ze ook in het Verenigd Koninkrijk.

## Discografie

### Albums
- 2006 - This is a Stick Up...Don't Make It a Murder
- 2008 - Skip School, Start Fights
- 2012 - Invicta
- 2015 - Summer Bones

### Ep's
- 2004 - From Ohio with Love
- 2005 - Until We Get Caught
- 2009 - Coast to Coast
- 2011 - Invicta EP
- 2016 - Just to Get Through to You